# Darowice
Darowice est une localité polonaise de la gmina de Fredropol, située dans le powiat de Przemyśl en voïvodie des Basses-Carpates.